# Stroop-hatás
A pszichológiában a Stroop-hatás egy feladat reakcióidejében mutatkozó eltérést / zavart szemléltető jelenség. Ha egy szín nevét más színnel nyomtatják, mint amit jelent (pl. a „piros” szót kék színnel), akkor a szó színét hosszabb időbe telik azonosítani és gyakoribbak a hibák, mint amikor a szó színe megegyezik a szín nevével. A hatást John Ridley Stroop után nevezték el, aki 1935-ben publikálta eredményeit, habár hasonló jelenségeket már 1929-ben Németországban is felfedeztek. A felfedezést pszichológiai tesztek készítésére használják, és széles körben alkalmazzák a klinikai gyakorlatban és vizsgálatokon.

## Az eredeti kísérlet
A hatás névadója John Ridley Stroop, aki az 1935-ben, angolul megjelent Studies of interference in serial verbal reactions című cikkében publikálta eredményeit, mely három különböző kísérletről szólt. A hatást először 1929-ben publikálták Németországban, mely James McKeen Cattell és Wilhelm Wundt munkásságára vezethető vissza.
J. R. Stroop a kísérleteiben számos variációját készítette el annak a tesztnek, mely három különböző típusú ingerre adott választ mért. Az első inger esetén a színek neve feketén jelentek meg. A második inger esetén a színek neve más színnel jelent meg, mint amit a szó jelent. A harmadik inger esetén színes négyzetek jelentek meg (5 azonos színű kis négyzet).
Az első kísérletben az első és a második ingert használta. A résztvevőket arra kérte, hogy olvassák a leírt szín nevét, függetlenül attól, hogy milyen színnel van írva (pl. azt kellett olvasniuk, hogy ,,lila” attól függetlenül, hogy milyen színű a szó). A második kísérletben a második és a harmadik ingert használta. A résztvevők feladata az volt, hogy a betűk színét mondják, függetlenül attól, hogy milyen szín van leírva, majd meg kellett nevezniük a kockák színét. Ha a ,,lila” szó pirossal volt írva, azt kellett mondaniuk, hogy piros. A harmadik kísérletben Stroop a résztvevőket a gyakorlás különböző szakaszaiban tesztelte. A ingerek az első és a második kísérletnek megfelelőek voltak.
Stroop azt figyelte meg második kísérletében, hogy a résztvevőknek több időre van szüksége ahhoz, hogy elmondják a színt a második inger esetén, mint a négyzetek színének megnevezéséhez. Ez a késedelem nem jelentkezett az első kísérletnél. A vizsgálati személyek szimbólumok esetén a feladatot viszonylag gyorsan megoldják, de inkongruens szavak esetén sokkal lassabbak.
Ellentétben a kutatókkal, akik véghezviszik a Stroop tesztet, ami gyakran használt pszichológia értékelés, J. R. Stroop sosem hasonlította össze a fekete szavak olvasásához szükséges időt, és azoknak a színeknek a megnevezéséhez szükséges időt, melyeknél eltérő a szó (egy szín neve) és a látott szín.

## A Stroop-interferencia
A Stroop-interferencia az automatizált olvasással magyarázható, amikor az elme automatikusan meghatározza a szó szemantikus jelentését (a ,,piros” szót olvasva a piros színre gondol), és azután meg kell semmisítenie az első benyomást, mikor azonosítja a szó színét (a ,,piros” szó színe nem piros), ez pedig egy nem automatizált folyamat. Tehát ez a jelenség azért lép fel, mert a gyakorlott olvasóknál a szóolvasás annyira domináns és automatikus folyamat, hogy nagyon nehéz az adott instrukciót követve figyelmen kívül hagyniuk a szó jelentését, és csak a szó színét azonosítani.

## Kutatások, vizsgálatok
A kognitív fejlődés neo- Piagetiánus nézetű kutatói különböző variációkban használták a Stroop-feladatot, hogy a gyors feldolgozás, végrehajtó funkciók, munkamemória és kognitív fejlődés közötti kapcsolatokat tanulmányozhassák. Ez a kutatás azt bizonyította, hogy a reakcióidő gyermekkortól felnőttkorig csökken. Ezek arra utalnak, hogy a feldolgozás sebessége az életkorral nő, és hogy a kognitív szabályozás egyre hatékonyabbá válik.
Mivel a Stroop-feladat összetett, és az automatikus válasz a szó elolvasása (nem a szín megnevezése), a dominánsválasz-elmélet azt jósolja, hogy a társas jelenlét szociális gátlást okozva rontja a szín megnevezésének teljesítményét. Ugyanakkor mivel a Stroop-feladat csak két kulcsingert -a szót és a szó színét- tartalmazza, és a beszűkült figyelem az irreleváns információ figyelmen kívül hagyását eredményezheti, a figyelmi elmélet szerint a társas jelenlét a feladatban társas serkentést okozva növeli a teljesítményt. Számos, a társakat vagy a feladatban résztvevőket manipuláló kísérlet egyértelműen a figyelmi elméletet támasztja alá a domináns válasz elmélettel szemben: az emberek mások jelenlétében jobban teljesítenek a Stroop- feladatban.

## Alkalmazás
A Stroop hatást felfedezése óta a személyek pszichológiai képességeinek vizsgálatára használták, míg a 20. század folyamán népszerű neuropszichológiai tesztté vált.
A teszt különböző variációit általánosan használják a klinikai körülmények között, különbségek lehetnek a feladatok számában, az ingerek típusában és számában, a feladatra kapott időben, a pontozási eljárásban. A feladatok számát illetően minden változatban legalább kettő van: a színek nevei eltérő színnel vannak írva, mint ami a nevük és az első mérés alkalmával a résztvevőknek az írott szót kell mondaniuk, a második mérés alkalmával pedig a színt, amivel a szót írták.
Akár négy különböző feladat is összeadódhat abban az esetben, ha más feladatokat is bevesznek a vizsgálatba. Ilyen lehet, ha az inger betűcsoportokból (X) vagy pontokból áll, melyek megadott színűek, és a vizsgálati személyeknek meg kell nevezniük azt. Vagy a színek neveit kell felolvasniuk, melyeket fekete színnel írtak. Az ingerek számának variációi kevesebb, mint 20 és több mint 150 között mozognak, és szorosan kapcsolódnak a használt értékelési rendszerhez. Míg egyes változatokban a pont a tételek (bemutatott szavak, ingerek) száma egy megadott időn belül elvégezendő feladatból, más változatban a pont az idő, ami szükséges az összes vizsgálat elvégzéséhez. A verbális válaszolás helyett gyakran alkalmaznak számítógépes módszert, ilyenkor a kísérleti személy monitoron látja az ingereket, a választ gombokon nyomja.
Ez a teszt a szelektív figyelmet, a kognitív rugalmasságot és a feldolgozási sebességet méri, és a végrehajtó funkciók értékelésének eszköze. Megnövekedett interferencia hatás jelentkezik agykárosodások, demenciák és más idegrendszeri betegségek, figyelemhiányos hiperaktivitás-zavar vagy különféle mentális betegségek, mint például a szkizofrénia, függőségek és depresszió esetén.
Az agyi képalkotó eljárások során a frontális funkciók vizsgálatára alkalmazzák. Ilyenkor a beszéd nem lehetséges, mert mozogna a fej a gépben, ezért egy számos változatot alkalmaznak. Ilyenkor gombokat kell nyomni a résztvevőknek.

## Fordítás
- Ez a szócikk részben vagy egészben  a   Stroop effect című angol Wikipédia-szócikk fordításán alapul.  Az eredeti cikk szerkesztőit annak laptörténete sorolja fel. Ez a jelzés csupán a megfogalmazás eredetét és a szerzői jogokat jelzi, nem szolgál a cikkben szereplő információk forrásmegjelöléseként.